# Víctor Rubén López
Víctor Rubén López (Córdoba, 19 de desembre de 1978) és un futbolista argentí, que ocupa la posició de defensa.
Ha militat als dos equips més importants de la seua ciutat natal, el Racing i el Talleres de Córdoba. Posteriorment recalaria a l'Arsenal de Sarandí. Després de jugar a Europa amb la Reial Societat, el 2008 retorna al seu país per jugar amb Banfield, amb qui guanyaria l'Apertura 2009, la primera de la història del club.